# Uncial 083
Uncial 083 (numeração de Gregory-Aland), ε 31 (von Soden), é um manuscrito uncial grego do Novo Testamento. A paleografia data o codex para o século 6 e século 7.

## Descoberta
Codex contém o texto do Evangelho de João (1,25-41; 2,9-4,14,34-49) em 6 folhas de pergaminho (28 X 26). O texto está escrito com duas colunas por página, contendo 25 linhas cada.
Ele pertenceu ao mesmo códex que Uncial 0112 e 0235.
0112 contem Evangelho segundo Marcos (14,29-45; 15,27-16,8) em 2 folhas.
0235 contem Evangelho segundo Marcos (13,12-14.16-19.21-24.26-28) em 1 folha.
O texto grego desse códice é um representante do Texto-tipo Alexandrino. Aland colocou-o na Categoria II.
Actualmente acha-se no Biblioteca Nacional Russa (Gr. 10; O. 149) em São Petersburgo e em Alexandria (Patriarcado Ortodoxo Grego 496).
O códice 0112 está atualmente localizado no Mosteiro Ortodoxo de Santa Catarina (Sinai Harris 12, 4 ff.).